# 義寧陳氏
义宁陈氏是对陈宝箴家族的称呼，因陈宝箴籍贯为江西省义宁州（今修水县），陈宝箴常被称为“义宁陈抚”，陈三立被称为“义宁公子”，陈寅恪被称为“义宁先生”，故而得名。义宁州的陈氏家族当然不止一家，但声名显赫如陈宝箴家族者，却绝无仅有。
据修水竹塅陈氏光义堂于1943年重修的《义门陈氏宗谱》记载，陈氏出自有虞，周武王克商后，有虞氏三十三世孙满被封诸陈，以国为姓。满成为陈氏始祖。满公四十二世孙陈实封颍川郡，陈氏遂以颍川为望。至七十四世旺公，迁江州浔阳县，为义门陈氏始祖。北宋嘉祐七年（1062年），义门陈氏分为291庄，迁往全国各地，其中魁公（八十四世）一支迁入汀州宁化县石壁村，为迁闽始祖。宋末元初时魁公一支后裔迁潮州，再迁汀州上杭县。清雍正年间，陈腾远（一百一十三世）迁江西省义宁州，为义宁陈氏始迁祖。
清康熙年间，义宁州因地广人稀，从闽粤赣客家人聚居地区招募人口垦荒，至康熙末年，全县已有客家移民万余人。陈腾远于雍正八年（1730年），从福建上杭县来苏中都林坊迁入义宁州安乡十三都护仙源，“结棚栖身，种蓝为业”，时年20岁。陈腾远年过五十后育有四子：克绳、克调、克藻、克修。乾隆五十八年（1793年），竹塅村的陈家大屋落成，陈腾远一家迁居此处。陈克绳育有四子，除幼子陈规鋐外，皆未成年而殁。陈规鋐，名伟琳，字琢如，号子润，虽未入仕，但怀经世大志，曾组织团练与太平军作战长达数年。陈规鋐育三子，长子观瑚（树年），次子观瑞早殇，三子观善（宝箴）。
陈宝箴，谱名观善，字右銘，21岁中举，官至湖南巡抚，故有“义宁陈抚”之称，是这一家族的关键性人物，育有二子：三立、三畏。
陈三立字伯嚴，號散原，又自谓“神州袖手人”，是著名诗人，育有五子：衡恪、隆恪、寅恪、方恪、登恪。
陈衡恪字师曾、号槐堂、又号朽道人，是著名画家，育六子：封可、封怀、封雄、封举（早殇）、封邦（早殇）、封猷。
陈寅恪是著名歷史學家。
陈封怀是著名植物学家。